# Marcien de Cyr
Pour les articles homonymes, voir Marcien (homonymie).
Saint Marcien ou Marcien de Cyr est un ermite chrétien du IVe siècle, originaire de la ville de Cyr près de Hiérapolis en Syrie actuelle. Il s'établit comme ermite dans le désert de Chalcis, mais il est rejoint par des hommes qui s'établissent à ses côtés. Un monastère se constitue alors.
Marcien est connu pour son engagement auprès des autorités politiques et religieuses (de l'époque) pour avoir défendu la foi du premier concile de Nicée contre l'hérésie arienne.
Il est considéré comme saint par les églises catholiques et orthodoxes.

## Sources
Les données sur la vie de Marcien nous sont mal connues. Peu d'informations nous sont parvenues de sa biographie. C'est Théodoret de Cyr qui, un peu plus de 50 ans après la mort du moine, a fourni quelques écrits qui nous sont parvenus à travers son Histoire religieuse et son Histoire ecclésiastique.

## Biographie
Marcien est le fils de patriciens de la ville de Cyr. Devenu adulte, il quitte sa famille et sa fortune, et va s'établir comme ermite dans le désert voisin pour y chanter les Psaumes et y jeûner. Il construit une petite cabane et là, seul, il prie dans le dénuement. Après un certain temps, il est rejoint par des disciples (les noms d'Eusèbe et d'Agapet nous sont parvenus). Ces disciples formeront à leur tour des moines qui les rejoindront, créant de facto une communauté monastique, et lui transmettant sa spiritualité. Cyr refuse d'être ordonné prêtre et cherche à cacher ses dons de thaumaturge. Il est aussi connu pour avoir été un ascète exceptionnel, ne se nourrissant « seulement le soir d'un peu de pain et d'eau »,,.
Ne voulant pas prendre en charge le monastère naissant et désireux de préserver sa solitude, Marcien forme Eusèbe qui retransmet ses instructions aux autres disciples. Le moine Agapet bénéficie également de la formation de l'ermite, et plus tard, il quittera ce monastère naissant pour aller en former d'autres. À la demande de l'évêque de Cyr, l'ermite va néanmoins quitter son refuge pour partir en ville « défendre la vraie foi de Nicée », face aux tenants de l'hérésie arienne. Dans cette joute théologique, Marcien rejoindra ainsi d'autres moines et évêques chargés de « professer la foi du Dieu Trinité ».
Avant sa mort, le moine demande que son corps soit enterré « discrètement » et ne devienne pas ainsi un lieu de vénération. Ses amis accèderont à sa demande,.

## Mémoire et culte
Marcien est célébré comme saint par les Églises catholique et orthodoxe.
Sa mémoire est célébrée le 2 novembre,.
Plusieurs écrits de cette période qui nous sont parvenus sont attribués par les historiens à Marcien. Ces opuscules sont regroupés dans la Clavis Patrum Græcorum.